# Monitoring médií
Monitoring médií je systematický sběr mediálních dat v určitém časovém období s cílem sledovat konkrétní témata, značky, osoby, instituce a další subjekty a reakce na ně v médiích. Nástroje monitoringu médií dokáží zachytit zmínku požadovaného hesla napříč jak sociálními, tak i tradičními médii. Výstup monitoringu médií pak má například podobu shrnutí v emailu nebo přehledu v online aplikaci.
Cílem monitorování je průběžné zjišťování dopadu firmami nasazených komunikačních aktivit a kampaní a jejich vyhodnocování. Monitoring probíhá primárně analýzou textových pramenů, mnohdy tvořených přepisy rozhlasových či televizních vysílání do textové podoby za pomocí počítačového učení (machine learning) a umělé inteligence. Tyto výstupy jsou běžně společnostmi archivovány a využívány k monitoringům a analýzám dle zadání.
V podnikání je monitoring médií důležitým marketingovým a PR nástrojem pro sledování dopadů inzerce či jiných propagačních a reklamních aktivit jak svých, tak i konkurence napříč tradičními i sociálními médii.
Monitoring médií většinou obstarávají soukromé společnosti, v České republice například jako první v roce 1995 Newton Media, od roku 2015 Monitora Media a TOXIN.
Současné možnosti mediálního monitoringu přesahují běžný sběr dat. Díky neustálým inovacím se správa dat posouvá k mnohem efektivnější práci s mediálními daty. Například Newton Media ve spolupráci se softwarovou společností Geneea vyvinul entity, které ze souboru článků vybírají nejvíce frekventované výrazy a umožňují tak rychlou orientaci ve velkém množství zpráv. Newton a TOXIN pracují s analýzou větných členů, která znázorňuje, jaká sdělení se v textech objevují nejčastěji.
Monitoring médií funguje na bázi vyhledávání informací za pomoci klíčových slov. TOXIN dokáže jako jediná na trhu od roku 2019 monitorovat informace také za pomoci konvolučních neuronových sítí. Jejich systém xFace detekuje obličeje osob ve všech českých televizích v reálném čase.
Zahraniční monitoring médií poskytuje na českém trhu z nejvíce zemí TOXIN. Pokrývá 183 zemí, ve kterých čerpá informace z více než 80 mil. zdrojů.

## Oborové asociace a konference
Monitoring médií spadá pod tzv. media intelligence, pojem, který v sobě skrývá sběr dat a jejich analýzu s cílem zjišťování sociálních a redakčních obsahů. Zastřešující obchodní asociací nad společnostmi poskytujícími tyto služby je Mezinárodní asociace pro měření a vyhodnocování komunikace AMEC sídlící v Londýně (International Association for Measurement and Evaluation of Communication). Asociace AMEC představuje forum, nabízející členům možnost sdílet své poznatky o postupech ve světě mediálních analýz.
Podobnou globální asociací media intelligence společností představuje francouzský FIBEP (Federation Internationale des Bureaux d’Extraits de Presse) s více než 130 korporátními členy. Asociace FIBEP se svými členy organizuje každých 18 měsíců konferenci, během které společnosti prezentují nejnovější zjištění a postupy v oboru, pořádají workshopy a diskuze.